# Euryopis jucunda
Euryopis jucunda là một loài nhện trong họ Theridiidae.
Loài này thuộc chi Euryopis. Euryopis jucunda được Tord Tamerlan Teodor Thorell miêu tả năm 1895.